# Chiesa di San Giovanni (San Vito dei Normanni)
La chiesa di San Giovanni è una chiesa sconsacrata di stile barocco di San Vito dei Normanni.

## Storia
La tradizione vuole che San Giovanni sia stata la prima chiesa del casale di San Vito. La sua ricostruzione, secondo lo stile che conserva, sarebbe stata voluta dal principe Giuseppe Belprato nel 1745; divenne indi proprietà dei feudatari di San Vito.
La chiesa di San Giovanni è diventata proprietà del comune di San Vito dei Normanni quando, nel 1988, fu venduta con una cifra simbolica di 10 000 lire dalla famiglia Dentice di Frasso.
Perfettamente ristrutturata, ospita mostre e incontri culturali.

## Struttura
San Giovanni presenta tutta la prorompenza del barocco. La facciata, movimentata da quattro lesene con capitelli corinzi, è in pietra leccese, molto morbida, che permette suggestive decorazioni. Nella chiesa vi sono sei tele pregevoli, di cui due inserite in una struttura lignea comprendente cornice e baldacchino, mentre le altre quattro sulle pareti laterali, che sono del leccese Serafino Elmo.